# Aleksei Batalov
Aleksei Batalov (numele original: în rusă Алексей Владимирович Баталов, transliterat: Aleksei Vladimirovici Batalov, n. 20 noiembrie 1928, Vladimir, RSFS Rusă, URSS – d. 15 iunie 2017, Moscova, Rusia) a fost un actor de teatru și film, regizor, scenarist și pedagog de teatru rus. 

## Filmografie selectivă

### Actor
- 1944 Zoia (Зоя) (neacreditat)
- 1954 Neamul Jurbinilor (Большая семья), regia Iosif Heifiț
- 1955 Cazul Rumeanțev (Дело Румянцева), regia Iosif Heifiț
- 1955 Lomonosov (Михайло Ломоносов)
- 1955 Мama (Мать), regia Mark Donskoi
- 1957 Zboară cocorii (Летят журавли), regia Mihail Kalatozov
- 1958 Omul meu drag (Дорогой мой человек), r. Iosif Heifiț
- 1960 Doamna cu cățelul (Дама с собачкой), r. Iosif Heifiț
- 1961 9 zile dintr-un an (Девять дней одного года), r. Mihail Romm
- 1963 Ziua fericirii (День счастья), r. Iosif Heifiț
- 1964 Свет далёкой звезды — Пётр Степанович Лукашёв
- 1966 Trei grăsuni (Три толстяка), regia A. Batalov și Iosif Șapiro
- 1966 În orașul „S” (В городе С.), regia Iosif Heifiț
- 1967 Седьмой спутник — комиссар
- 1968 Cadavrul viu (Живой труп), regia Vladimir Vengherov
- 1969 Atenție, broasca țedstoasă! (Внимание, черепаха)
- 1970 Бег (Бег), regia Aleksandr Alov și Vladimir Naumov
- 1971 Красный дипломат. Страницы жизни Леонида Красина
- 1973 Fără întoarcere (Возврата нет), r. Aleksei Saltîkov
- 1974 O crimă în stil englezesc (Чисто английское убийство), regia Samson Samsonov (film TV)
- 1975 Steaua fericirii captive (Звезда пленительного счастья), regia Vladimir Motîl
- 1975 Рикки-Тикки-Тави
- 1976 Гореть, чтобы светить
- 1978 Întâlnire târzie (Поздняя встреча), regia Vladimir Sredel
- 1979 Moscova nu crede în lacrimi (Москва слезам не верит), regia Vladimir Menșov
- 1983 Viteza (Скорость), regizor Dimitri Svetozarov
- 1984 Время отдыха с субботы до понедельника
- 1986 Umbrelă pentru tineri căsătoriț (Зонтик для новобрачных), regia Rodion Nahapetov
- 1986 Досье человека в «Мерседесе»
- 1990 Înmormântarea lui Stalin (Похороны Сталина), regia Evgheni Evtușenko
- 1991 Полтергейст-90
- 1998 Чехов и Ко (9-я серия «Рассказ госпожи NN»)
- 2006 Карнавальная ночь 2, или 50 лет спустя

### Regizor
- 1959 Mantaua (Шинель)
- 1966 Trei grăsuni (Три толстяка)
- 1972 Jucătorul (Игрок)

### Scenarist
- 1966 Три толстяка (co. Iosif Șapiro)
- 1977 Зайчонок и муха (animație)
- 1985 Чужая шуба (animație)
- 1989 Поездка в Висбаден ecranizare după «Вешние воды» de Ivan Turgheniev
- 2009 По ту сторону экрана (documentar)